# NGC 7377
NGC 7377 је спирална галаксија у сазвежђу Водолија која се налази на NGC листи објеката дубоког неба.
Деклинација објекта је - 22° 18' 41" а ректасцензија 22h 47m 47,4s. Привидна величина (магнитуда) објекта NGC 7377 износи 11,0 а фотографска магнитуда 11,9. NGC 7377 је још познат и под ознакама ESO 534-26, MCG -4-53-38, IRAS 22451-2234, PGC 69733.